# Olszowice
Olszowice – wieś w Polsce położona w województwie małopolskim, w powiecie krakowskim, w gminie Świątniki Górne.
W latach 1975–1998 miejscowość położona była w województwie krakowskim.

Integralne części miejscowości: Kaimówka, Kulerzówka, Na Debrzy, Poręby.
Olszowice zlokalizowane są na południowej części Płaskowyżu Wielickiego. W Olszowicach działa Szkoła Podstawowa imienia ks. Jana Twardowskiego. W Olszowicach istnieje kaplica pw. Błogosławionej Anieli Salawy. Wierni z Olszowic należą do parafii św. Michała Archanioła w Sieprawiu.
W Olszowicach działa Ochotnicza straż pożarna, która włączona jest do Krajowego Systemu Ratowniczo-Gaśniczego (KSRG) oraz do Kompanii Gaśniczej Wawel wchodzącej w skład Małopolskiej Brygady Odwodowej powołanej przez Komendanta Wojewódzkiego PSP.